# Karsten Wedel
Karsten Gunnar Wedel, född 26 oktober 1927 i Köpenhamn i Danmark, död 5 juni 2024 i Vaxholm, var en svensk regissör, manusförfattare och filmproducent.

## Regi i urval
- 1990 – Bulan
- 1984 – Ruben Nilson, visdiktaren - målaren - plåtslagaren
- 1979 – Jag är Maria
- 1965 – Som ringar på vattnet
- 1962 – Bror Hjorth

## Filmmanus
- 1990 - Bulan
- 1963 - Atomernas vintergata

## Producent i urval
- 1984 – Ruben Nilson, visdiktaren - målaren - plåtslagaren
- 1963 - Atomernas vintergata

## Filmografi roller i urval
- 1998 - Liv till varje pris
- 1981 – Sopor
- 1964 - Stora damer